# Gunniopsis rodwayi
Gunniopsis rodwayi là một loài thực vật có hoa trong họ Phiên hạnh. Loài này được (Ewart) C.A.Gardner mô tả khoa học đầu tiên năm 1930.